# Зубровиця (заказник)
Зубро́виця — загальнозоологічний заказник місцевого значення в Україні. Розташований у межах Сторожинецького району Чернівецької області, на південь/південний захід від села Банилів-Підгірний. 
Площа 11736 га. Статус надано 1994 року. Перебуває у віданні ДП «Сторожинецький лісгосп», ДП «Путильський лісгосп», ДП «Берегометське лісомисливське господарство», Сторожинецький держспецлісгосп АПК. 
Статус надано з метою збереження лісового масиву в межах Покутсько-Буковинських Карпат, як місця оселення зубрів, а також інших диких тварин.